# Ulica Uniczowska w Katowicach
Ulica Uniczowska w Katowicach – jedna z głównych ulic w katowickiej dzielnicy Podlesie. Rozpoczyna swój bieg przy skrzyżowaniu z ulicą Armii Krajowej. Następnie krzyżuje się z ul. Barwinków, ul. Cyklamenów, ul. Piotra Michałowskiego, ul. Kaskady, ul. Marcina Trojoka, ul. Goździków. Kończy swój bieg przy skrzyżowaniu z ul. Hortensji i ul. gen. Stefana Grota-Roweckiego, która jest przedłużeniem drogi do dzielnicy Zarzecze.

## Opis

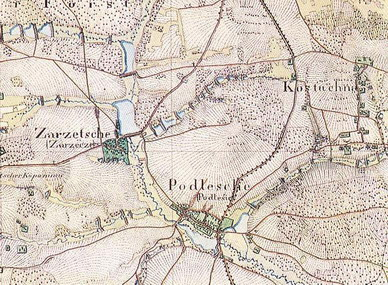
Mapa z 1827 – widoczna droga z Podlesia do Zarzecza

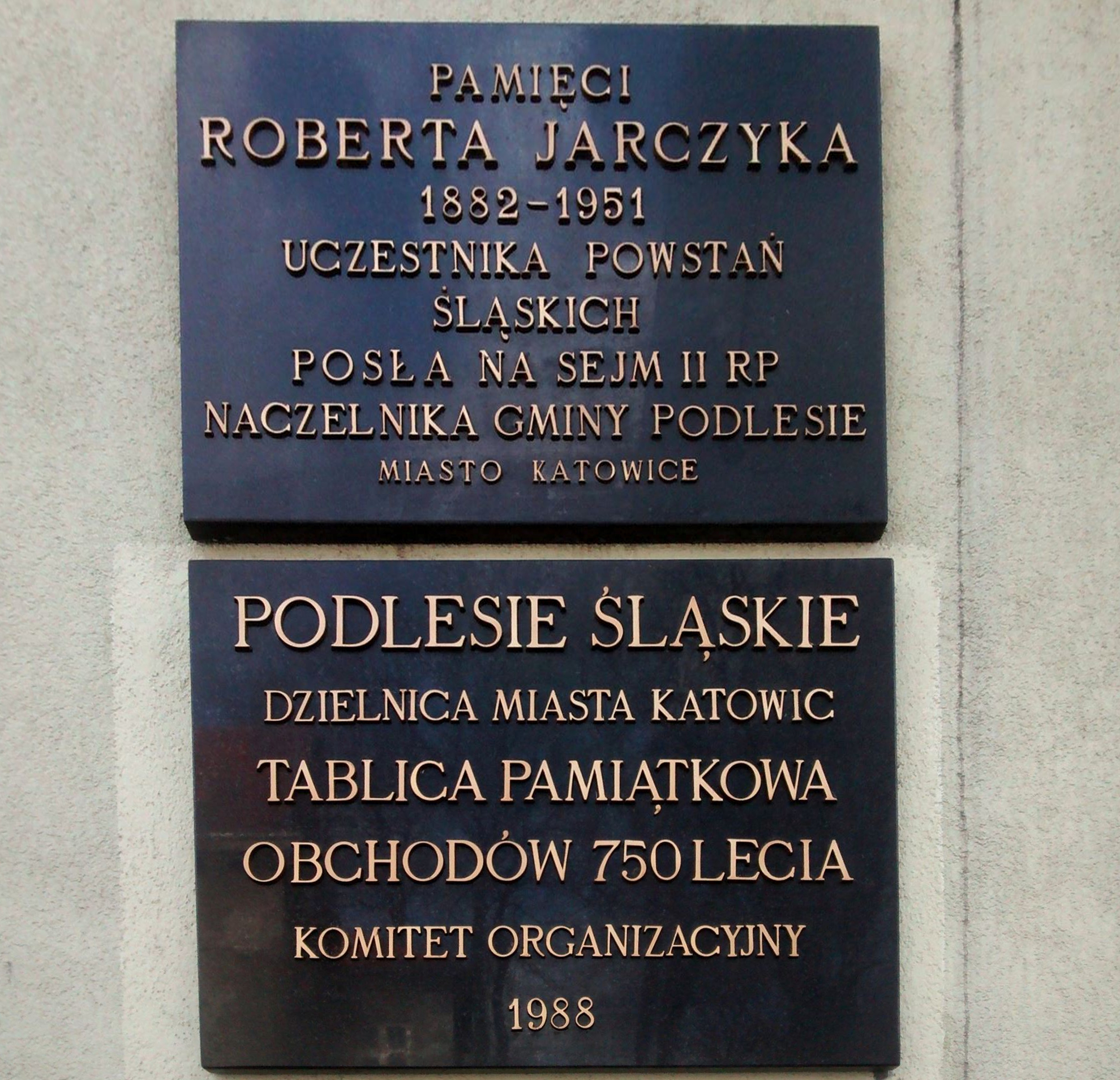
Tablice na fasadzie budynku przy ul. Uniczowskiej 36 w katowickiej dzielnicy Podlesie, upamiętniające 750-lecie Podlesia i naczelnika Roberta Jarczyka

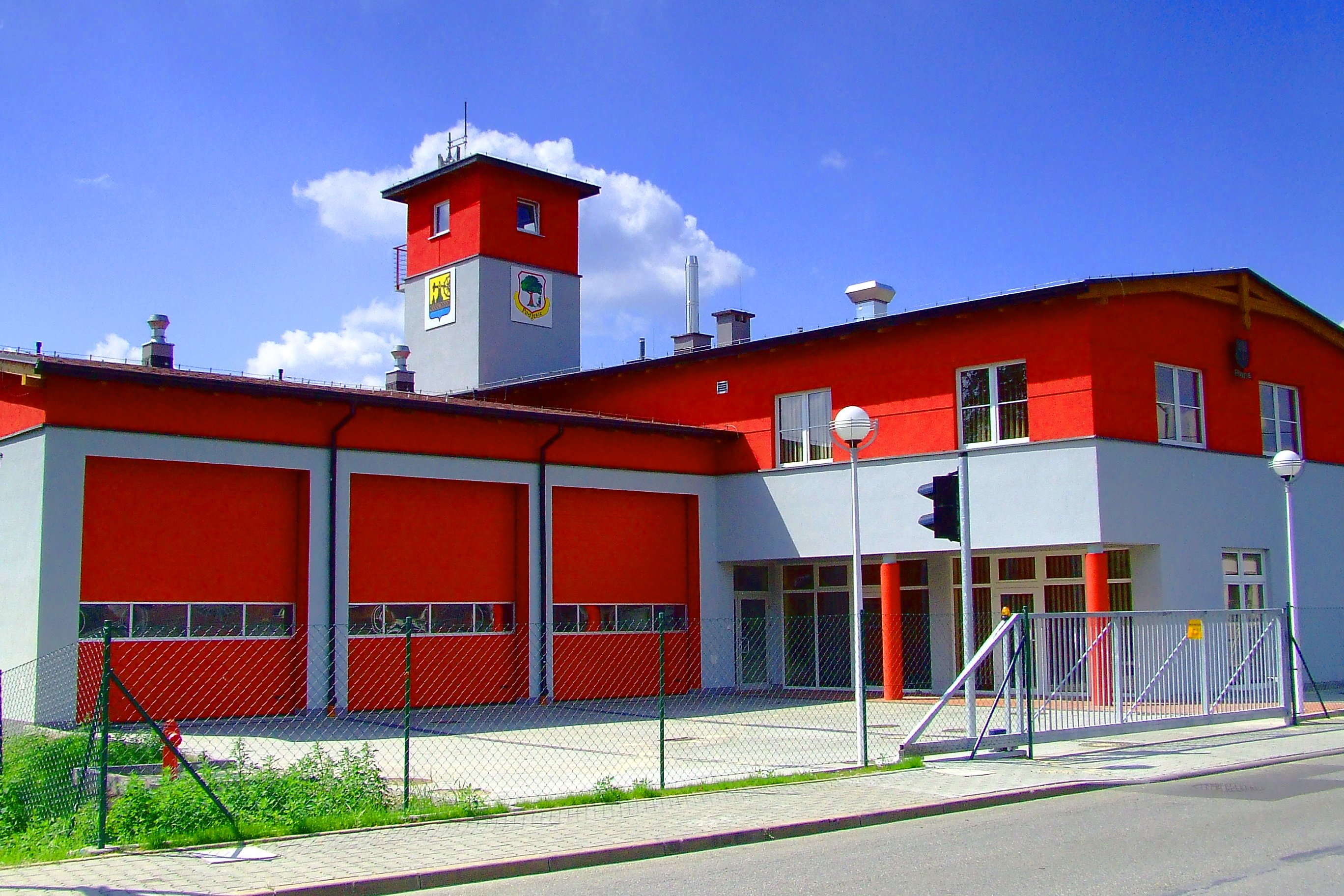
OSP Podlesie (ul. Uniczowska 64)

Droga z Podlesia do Zarzecza istniała już w XVII wieku; w XVIII wieku była częścią Saltz Weg (stary mikołowski szlak drogi solnej), zaznaczonej na mapie Hellera z 1776; jest także zaznaczona na mapie z 1827. Dzisiejsza ulica Uniczowska posiada nieregularny przebieg i jest dość wąska ze względu na znajdującą się przy niej zabudowę o charakterze wiejskim, która powstała w pierwszej ćwierci XX wieku. Swą nazwę wzięła od dawnej, nieistniejącej już wsi Uniczowy. Pod ulicą zlokalizowany jest stalowy gazociąg średnioprężny o średnicy 150 mm. Ciąg ulic Uniczowska – gen. Stefana Grota-Roweckiego pełni funkcję ulicy głównej.
Ulicą kursują linie autobusowe Zarządu Transportu Metropolitalnego (ZTM) o numerach 37, 695, 905N i 973.

## Obiekty zabytkowe
Przy ulicy Uniczowskiej znajdują się następujące obiekty, objęte ochroną konserwatorską:
- dom mieszkalny – dawny pawilon handlowy (ul. Uniczowska 1); wzniesiony po 1900;
- dom mieszkalny (ul. Uniczowska 11); wzniesiony po 1900;
- dawna hala fabryczna (ul. Uniczowska 13)[8]; wzniesiona około 1900;
- dom mieszkalny (ul. Uniczowska 25); wzniesiony około 1910;
- figura przydrożna (ul. Uniczowska 26); wzniesiona przed 1900;
- budynek dawnego ratusza gminy Podlesie (ul. Uniczowska 36); wzniesiony około 1910;
- figura przydrożna (ul. Uniczowska 42); wzniesiona około 1930;
- dom mieszkalny (ul. Uniczowska 47), wzniesiony przed 1900;
- dom mieszkalny z budynkiem gospodarczym (ul. Uniczowska 48); wzniesiony około 1900;
- dom mieszkalny (ul. Uniczowska 54); wzniesiony około 1905;
- dom mieszkalny (ul. Uniczowska 70);
- krzyż przydrożny (róg ul. Uniczowskiej i ul. Saskiej); wzniesiony około 1930.

## Instytucje
Swoją siedzibę przy ul. Uniczowskiej mają:
- Kaplica rzymsko-katolicka św. Jacka prowadzona przez Bractwo Kapłańskie Świętego Piusa X (ul. Uniczowska 13)[10],
- Ochotnicza Straż Pożarna Podlesie (ul. Uniczowska 64)[6],
- przedsiębiorstwa i firmy handlowo-usługowe,
- Spółdzielnia Rolniczo-Handlowa (ul. Uniczowska 25),
- Miejska Biblioteka Publiczna w Katowicach – Filia nr 28 (ul. Uniczowska 36 / ul. Sołtysia 25).